# Melissa Hoskins
Melissa Hoskins, seit ihrer Heirat 2018 Melissa Dennis (* 24. Februar 1991 in Brisbane; † 31. Dezember 2023 in Adelaide) war eine australische Radrennfahrerin.

## Sportliche Laufbahn
Ab 2006 war Melissa Hoskins im Leistungsradsport, auf Straße wie auf Bahn, aktiv. 2008 wurde sie gemeinsam mit Sarah Kent und Josephine Tomic australische Juniorenmeisterin in der Mannschaftsverfolgung; die drei Fahrerinnen konnten diesen Erfolg 2009 und 2010 in der Elite-Klasse wiederholen. 2009 wurde sie zudem Juniorenmeisterin im Keirin. 2011 wurde Hoskins erneut australische Meisterin in der Mannschaftsverfolgung, mit Tomic und Isabella King, im Omnium und Punktefahren wurde sie Zweite und in der Einerverfolgung Dritte.
2012 wurde Melissa Hoskins australische Junioren-Meisterin im Kriterium. Zudem gewann sie das Jayco Bay Cycling Classic. Bei den UCI-Bahn-Weltmeisterschaften 2012 in Melbourne errang Hoskins die Silbermedaille im Scratch. Bei den Bahn-Weltmeisterschaften in Minsk im Jahr darauf wurde Hoskins gemeinsam mit Annette Edmondson und Amy Cure Vize-Weltmeisterin in der Mannschaftsverfolgung.
Hoskins wurde 2016 für die Olympischen Spiele in Rio de Janeiro nominiert. Beim Training wenige Tage vor Beginn der Spiele wurde sie bei einem Sturz schwer verletzt. Sie konnte nach wenigen Tagen das Krankenhaus verlassen, da sie lediglich Verbrennungen der Haut erlitten habe. Sie startete unter starken Schmerzen mit dem australischen Team in der Mannschaftsverfolgung, das den fünften Platz belegte. Wenige Tage später erklärte Hoskins, die schon früher im Jahr an einer Lungenentzündung erkrankt gewesen war, ihren Rücktritt vom Radsport.

## Privatleben und Tod
Melissa Hoskins heiratete nach ihrer Radrennsportkarriere 2018 den Radrennfahrer Rohan Dennis und nahm dessen Familiennamen an. Das Paar bekam zwei Kinder.
Am 30. Dezember 2023 wurde sie um etwa 20 Uhr von einem Auto in der Nähe ihrer Wohnung im Medindie-Viertel in Adelaide angefahren und schwer verletzt. Das Fahrzeug wurde von ihrem Mann gelenkt. Sie starb über Nacht am 31. Dezember 2023 im Royal Adelaide Hospital. Ihrem Mann werden gefährliches Fahren und die Tötung seiner Ehefrau vorgeworfen. Nach seiner Festnahme und Einvernahme wurde er noch am 31. Dezember gegen Kaution freigelassen. Am 13. März 2024 soll die Gerichtsverhandlung stattfinden. Die Polizei untersuchte im Zuge der Ermittlungen einen großen Pick-up-Truck.

## Erfolge

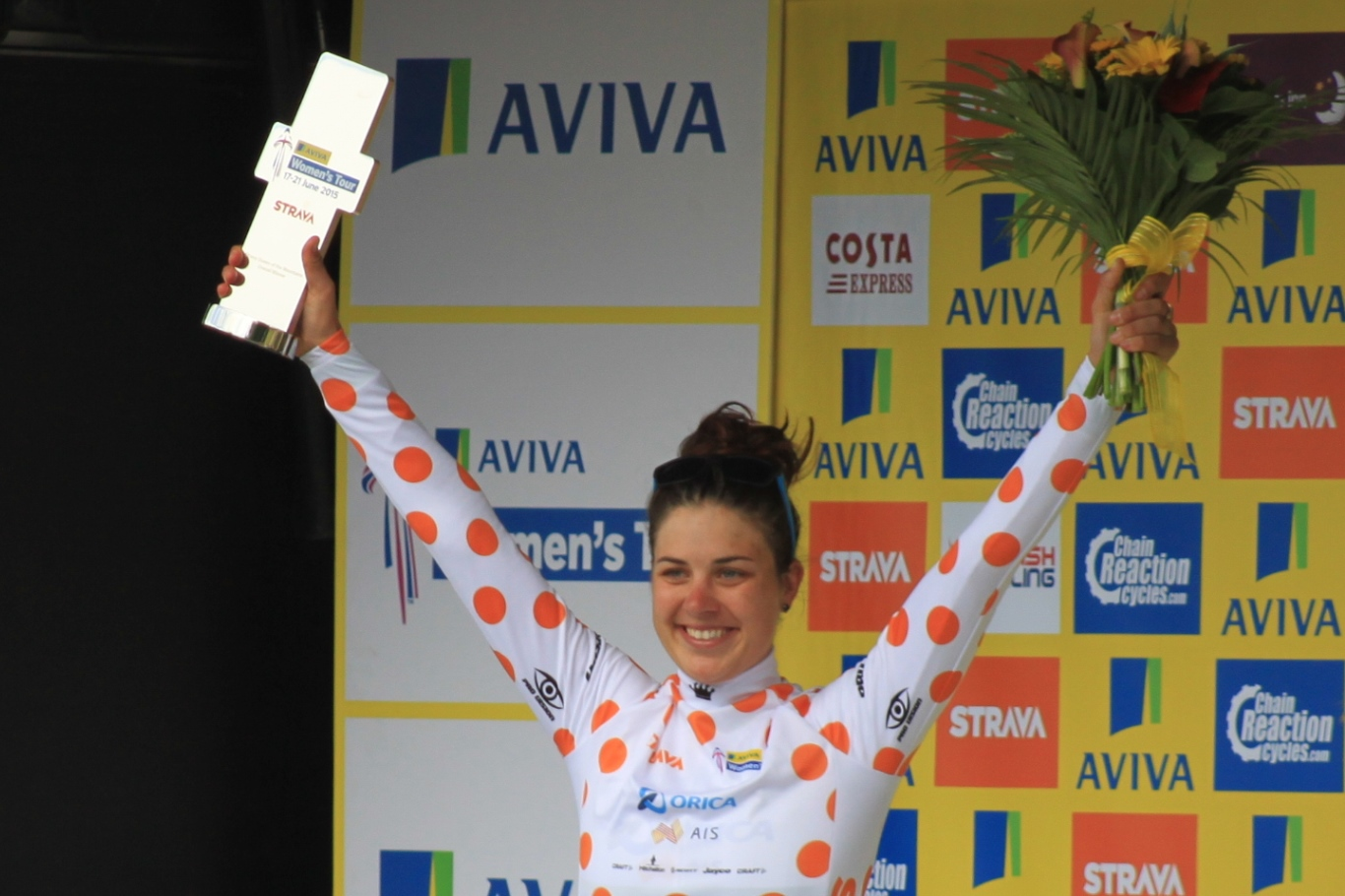
Melissa Hoskins 2015

### Bahn
2008
- Australische Meisterin – Mannschaftsverfolgung (mit Sarah Kent und Josephine Tomic)

2009
- Australische Meisterin – Mannschaftsverfolgung (mit Sarah Kent und Josephine Tomic)
- Australische Junioren-Meisterin – Keirin

2010
- Australische Meisterin – Mannschaftsverfolgung (mit Sarah Kent und Josephine Tomic)

2011
- Australische Meisterin – Mannschaftsverfolgung (mit Isabella King und Josephine Tomic)

2012
- Weltmeisterschaft – Scratch, Mannschaftsverfolgung (mit Annette Edmondson und Josephine Tomic)
- Bahnrad-Weltcup in London – Scratch
- Australische Meisterin – Mannschaftsverfolgung (mit Sarah Kent und Josephine Tomic)

2013
- Weltmeisterschaft – Mannschaftsverfolgung (mit Annette Edmondson, Amy Cure und Ashlee Ankudinoff)

2014
- Weltmeisterschaft – Mannschaftsverfolgung (mit Annette Edmondson, Amy Cure und Isabella King)

2015
- Weltmeisterin – Mannschaftsverfolgung (mit Annette Edmondson, Ashlee Ankudinoff und Amy Cure)

### Straße
2011
- eine Etappe Tour de Feminin – O cenu Českého Švýcarska

2012
- Gesamtwertung Bay Cycling Classic
- Australische Meisterin (U23) – Kriterium
- Gesamtwertung und zwei Etappen Tour of Chongming Island
- Weltmeisterschaft – Mannschaftszeitfahren (mit Linda Villumsen, Alexis Rhodes, Loes Gunnewijk, Shara Gillow und Judith Arndt)

2013
- Gesamtwertung und eine Etappe Bay Cycling Classic
- Weltmeisterschaft – Mannschaftszeitfahren (mit Annette Edmondson, Shara Gillow, Loes Gunnewijk, Emma Johansson und Amanda Spratt)

2014
- Weltmeisterschaft – Mannschaftszeitfahren (mit Annette Edmondson, Emma Johansson, Jessie MacLean, Valentina Scandolara und Amanda Spratt)

## Teams
- 2012–2015 GreenEdge-AIS